# Hlubocké obory
Das europäische Vogelschutzgebiet Hlubocké obory liegt in Südböhmen in Tschechien. Das etwa 33 km² große Vogelschutzgebiet umfasst einen Abschnitt des Moldautals nördlich von Hluboká nad Vltavou. Die Moldau ist hier tief in das umgebende, bewaldete Hügelland eingeschnitten. Das Gebiet ist insbesondere für Waldvögel, wie Spechte und den Halsbandschnäpper, von Bedeutung.
Das Gebiet ist nahezu deckungsgleich mit dem gleichnamigen FFH-Gebiet und beinhaltet mehrere national geschützte Gebiete.

## Schutzzweck
Folgende Vogelarten sind für das Gebiet gemeldet; Arten, die im Anhang I der Vogelschutzrichtlinie geführt sind, sind mit * gekennzeichnet:
| Bild              | Anhang I | EU Code | Art               | wissenschaftlicher Name |
| ----------------- | -------- | ------- | ----------------- | ----------------------- |
| Mittelspecht      | *        | A238    | Mittelspecht      | Dendrocopos medius      |
| Halsbandschnäpper | *        | A321    | Halsbandschnäpper | Ficedula albicollis     |